# Stuttgarter Funkturm
Der Stuttgarter Funkturm, auch Polizeifunkturm genannt, wurde 1966 als Sendeturm in Stahlbetonbauweise auf dem Raichberg in Stuttgart-Ost erbaut. Der Sendeturm ist für die Öffentlichkeit nicht zugänglich. Er ist 93 Meter hoch und dient dem Polizeifunk und Feuerwehrfunk. Betreiber ist die Polizei Stuttgart. Inzwischen wurde die technische Ausrüstung auf digitale Technik umgestellt, nachdem der digitale Polizeifunk nun probeweise in Betrieb genommen wurde.
Der Stuttgarter Funkturm verfügt über fest eingebaute Scheinwerfer zur Beleuchtung seines Vorplatzes und inzwischen auch über zwei rote, bei Dunkelheit stetig leuchtende Flugsicherheitslampen an der Mastspitze.

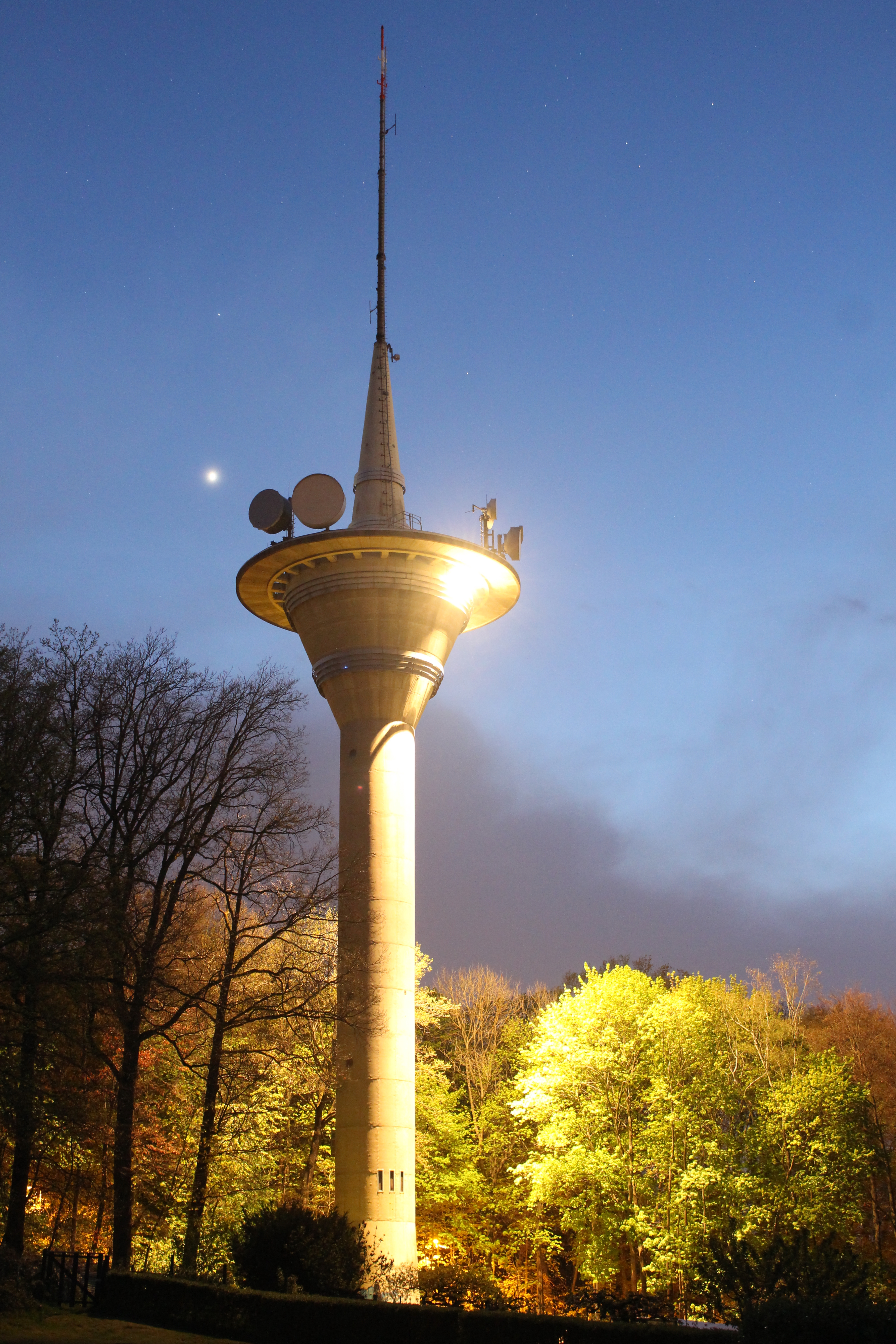
Stuttgarter Funkturm mit eingeschalteter Beleuchtung